# Trehörningen (Umeå socken, Västerbotten)
Trehörningen är en sjö i Umeå kommun i Västerbotten och ingår i Tavelåns huvudavrinningsområde. Sjön är 16,4 meter djup, har en yta på 2,16 kvadratkilometer och befinner sig 110 meter över havet. Sjön avvattnas av vattendraget Kvarnbäcken.

## Delavrinningsområde
Trehörningen ingår i det delavrinningsområde (710723-171184) som SMHI kallar för Utloppet av Trehörningen. Medelhöjden är 129 meter över havet och ytan är 9,68 kvadratkilometer. Det finns ett avrinningsområde uppströms, och räknas det in blir den ackumulerade arean 12,46 kvadratkilometer. Kvarnbäcken som avvattnar avrinningsområdet har biflödesordning 2, vilket innebär att vattnet flödar genom totalt 2 vattendrag innan det når havet efter 40 kilometer. Avrinningsområdet består mestadels av skog (47 procent), öppen mark (11 procent) och jordbruk (14 procent). Avrinningsområdet har 2,16 kvadratkilometer vattenytor vilket ger det en sjöprocent på 22,3 procent.